# Стайлс (Вісконсин)
Стайлс (англ. Stiles) — місто (англ. town) в США, в окрузі Оконто штату Вісконсин. Населення — 1518 осіб (2020).

## Демографія
Згідно з переписом 2010 року, у місті мешкало 1489 осіб у 603 домогосподарствах у складі 436 родин. Було 687 помешкань
Расовий склад населення:
| - 97,0 % — білих - 1,9 % — корінних американців - 0,3 % — азіатів - 0,1 % — чорних або афроамериканців |

До двох чи більше рас належало 0,7 %. Частка іспаномовних становила 0,9 % від усіх жителів.
За віковим діапазоном населення розподілялося таким чином: 21,7 % — особи молодші 18 років, 64,8 % — особи у віці 18—64 років, 13,5 % — особи у віці 65 років та старші. Медіана віку мешканця становила 44,3 року. На 100 осіб жіночої статі у місті припадало 107,1 чоловіків;  на 100 жінок у віці від 18 років та старших — 106,7 чоловіків також старших 18 років.
Середній дохід на одне домашнє господарство  становив 73 905 доларів США (медіана — 66 382), а середній дохід на одну сім'ю — 79 971 долар (медіана — 69 792). Медіана доходів становила 46 786 доларів для чоловіків та 35 100 доларів для жінок. За межею бідності перебувало 9,3 % осіб, у тому числі 20,7 % дітей у віці до 18 років та 3,0 % осіб у віці 65 років та старших.
Цивільне працевлаштоване населення становило 900 осіб. Основні галузі зайнятості: виробництво — 21,8 %, освіта, охорона здоров'я та соціальна допомога — 18,8 %, роздрібна торгівля — 12,9 %, будівництво — 12,1 %.